# Johan Herman Lie Vogt
Johan Herman Lie Vogt (Tvedestrand, 14 de outubro de 1858 — Trondheim, 3 de janeiro de 1932) foi um geólogo e petrólogo norueguês.
Pai de Fredrik Vogt, Thorolf Vogt, Johan Vogt and Jørgen Vogt, sobrinho de Sophus Lie.
Assumiu como professor de metalurgia na Universidade de Oslo em 1886, e foi o pioneiro no uso dos processos físicos-químicos para estudar as rochas ígneas e outros minérios.
Foi laureado com a medalha Wollaston de 1932, pela Sociedade Geológica de Londres.
Sua primeira obra importante foi "Studier over slagger" publicado em 1884.
Recebeu em 1928 a Medalha de Ouro Penrose da Society of Economic Geologists e em 1932 a Medalha Wollaston. Foi membro da Academia Norueguesa de Literatura e Ciências. Foi desde 1912 membro correspondente da Academia de Ciências da Rússia. Em 1915 foi eleito membro da Academia de Artes e Ciências dos Estados Unidos. Em 1926 foi eleito membro da Academia Leopoldina.

## Obras
- Norges nyttige mineraler og bergarter, 1882
- Studier over slagger, Kungl. Svenska Vetenskaps-Akademiens handlingar. Bihang, Volume 9, Nr. 1, Stockholm 1884
- Norske ertsforekomster, 7 Pares em 3 Volumes, 1884–89 (norwegische Erzvorkommen)
- Beiträge zur Kenntnis der Gesetze der Mineralbildung in Schmelzmassen und in den neovulkanischen Ergussgesteinen, 1888–92
- Die Silikatschmelzlösungen mit besonderer Rücksicht auf die Mineralbildung und die Schmelzpunkt-Erniedrigung, Videnskab-Selskab Skrifter, Math.-Naturw. Klasse 1903
- Die Sulfid-Silikatschmelzen, Vid-Selsk. Skrifter 1918
- Physikalisch-chemische Gesetze der Kristallisationsfolge in Eruptiv-Gesteinen, 1905
- Über anchi-monomineralische und anchi-eutektische Eruptiv-Gesteine, 1908
- The physical chemistry of the magmatic differentiation of igneous rocks, Vid. Selsk. Skrifter, 1924, 1925, 1931 (três partes)
- The physical chemistry of the magmatic differentiation of igenosu rocks, Journal of Geology 1921
- com Franz Beyschlag, Paul Krusch: Die Lagerstätten der nutzbaren Mineralien und Gesteine, Ferdinand Enke, 3 Volumes, 1910–1921